# Stemodia viscosa
Stemodia viscosa är en grobladsväxtart som beskrevs av William Roxburgh. Stemodia viscosa ingår i släktet Stemodia och familjen grobladsväxter. Inga underarter finns listade i Catalogue of Life.